# Pomnik Adama Mickiewicza w Przemyślu
Pomnik Adama Mickiewicza w Przemyślu – pomnik znajdujący się na placu Dominikańskim w Przemyślu. Jego autorem jest rzeźbiarz Tomasz Dykas.

## Historia
Pomnik został ufundowany przez mieszkańców miasta w celu uczczenia sprowadzenia ciała Adama Mickiewicza na Wawel, które miało miejsce w roku 1890. Monument oficjalnie odsłonięto 26 listopada 1891 roku. Pomnik został wykonany z kamienia tarnopolskiego.
Pierwsze odnowienie pomnika miało miejsce w roku 1958 i zostało wykonane z okazji 1000-lecia miasta Przemyśla. Kolejne odnowienie miało miejsce w roku 2004 i polegało na usunięciu zabrudzeń oraz wzmocnieniu struktury.

6 sierpnia 2010 pomnik został poważnie uszkodzony w trakcie przechodzącej przez miasto nawałnicy. Silny wiatr przewrócił stojącą nieopodal lipę. Upadające drzewo strąciło pomnik z cokołu, uszkadzając głowę i jedną z rąk figury.

## Galeria

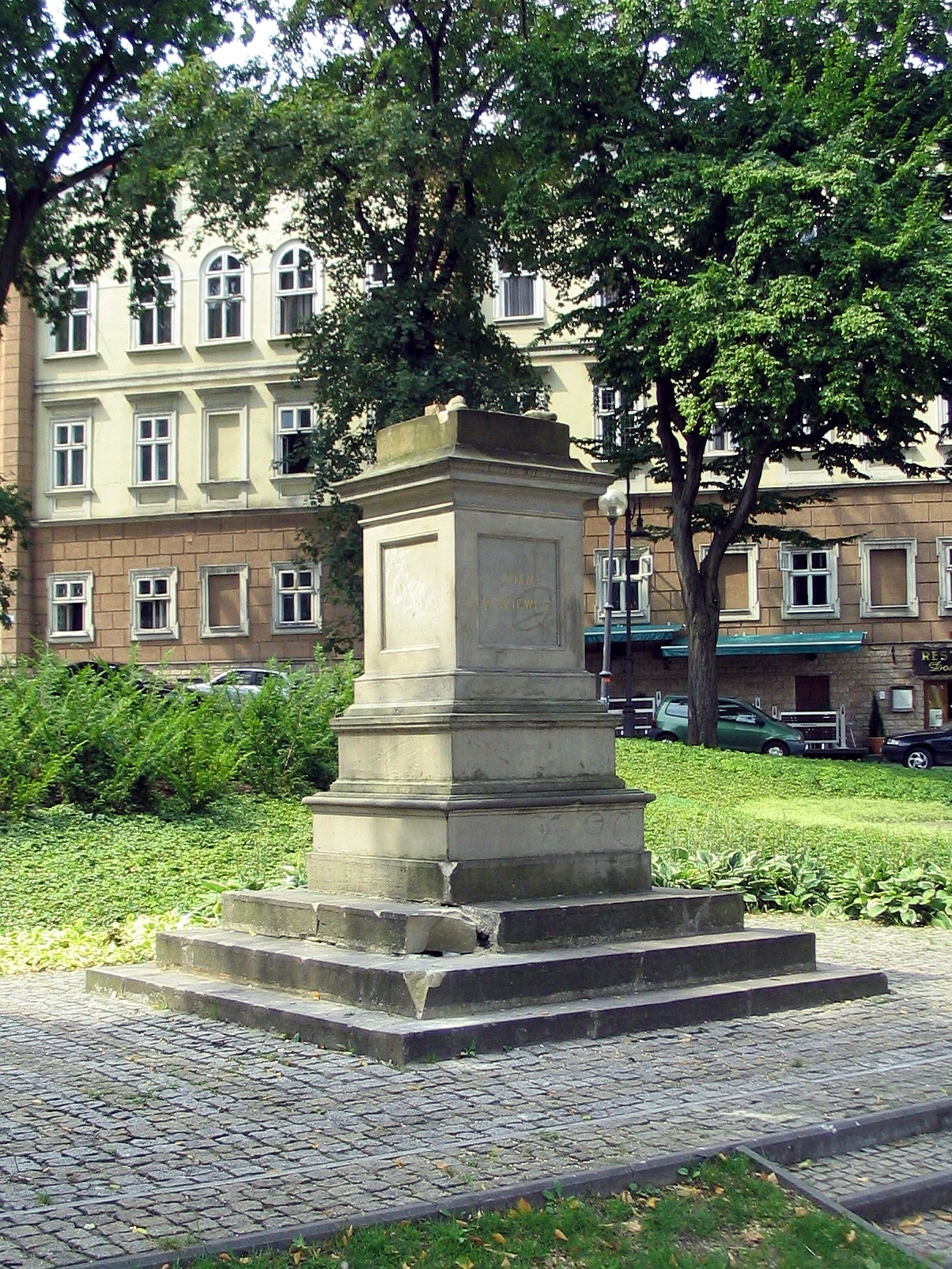
Uszkodzony cokół z fragmentem strąconego pomnika (2010)